# Kleine bergsteentijm
Kleine bergsteentijm (Clinopodium calamintha, synoniemen: Satureja calamintha) is een lage vaste plant uit de lipbloemenfamilie (Lamiaceae). De soort is zeer zeldzaam in het Zuid-Limburgs heuvelland.